# Wolney Leal de Melo
Wolney Leal de Melo (Aracaju, 1921 — Aracaju, 1995) foi um politico brasileiro.
Foi deputado estadual em Sergipe. Presidente da Assembleia Legislativa de Sergipe desde outubro de 1964, ficou no posto de governador entre 4 de junho a 14 de julho de 1970. Era filiado ao ARENA. Foi prefeito de Propriá de 1973 a 31 de janeiro de 1977.
Foi sócio da Associação Sergipana de Imprensa, sob a matricula nº 60. Foi também diretor-gerente do Banco do Comércio e Indústria de Sergipe S/A.
Foi casado com Maria Aguiar Melo.
Foi homenageado com o seu nome na biblioteca municipal de Propriá.